# Kasane Forest Reserve
Kasane Forest Reserve är en park i Botswana.   Den ligger i distriktet Central, i den norra delen av landet, 800 km norr om huvudstaden Gaborone. Kasane Forest Reserve ligger 1 011 meter över havet.
Terrängen runt Kasane Forest Reserve är platt. Runt Kasane Forest Reserve är det mycket glesbefolkat, med 4 invånare per kvadratkilometer.. Närmaste större samhälle är Kasane, 6,5 km nordväst om Kasane Forest Reserve.
Omgivningarna runt Kasane Forest Reserve är huvudsakligen savann.